# St. Bartholomäus (Oberwolfach)

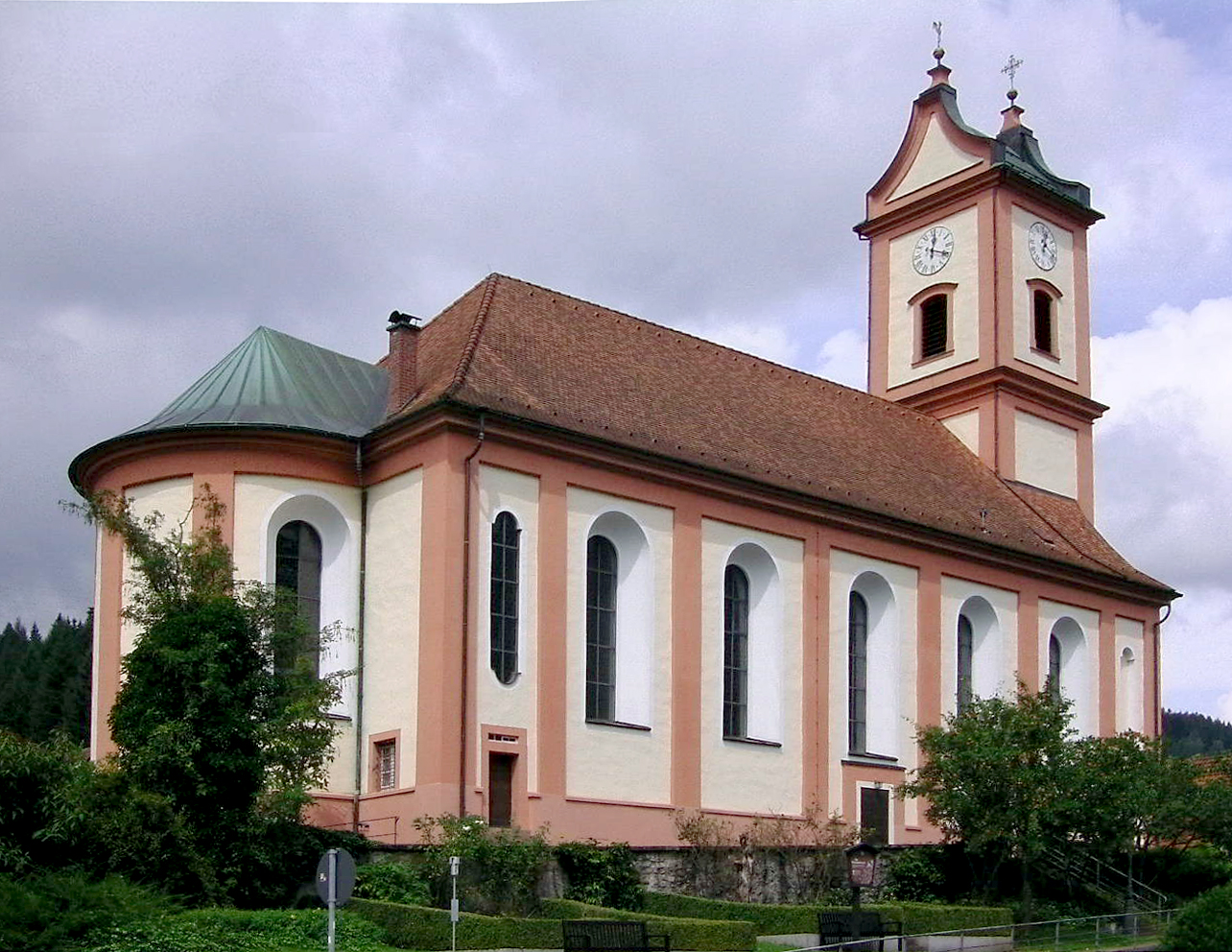
St. Bartholomäus von Südost

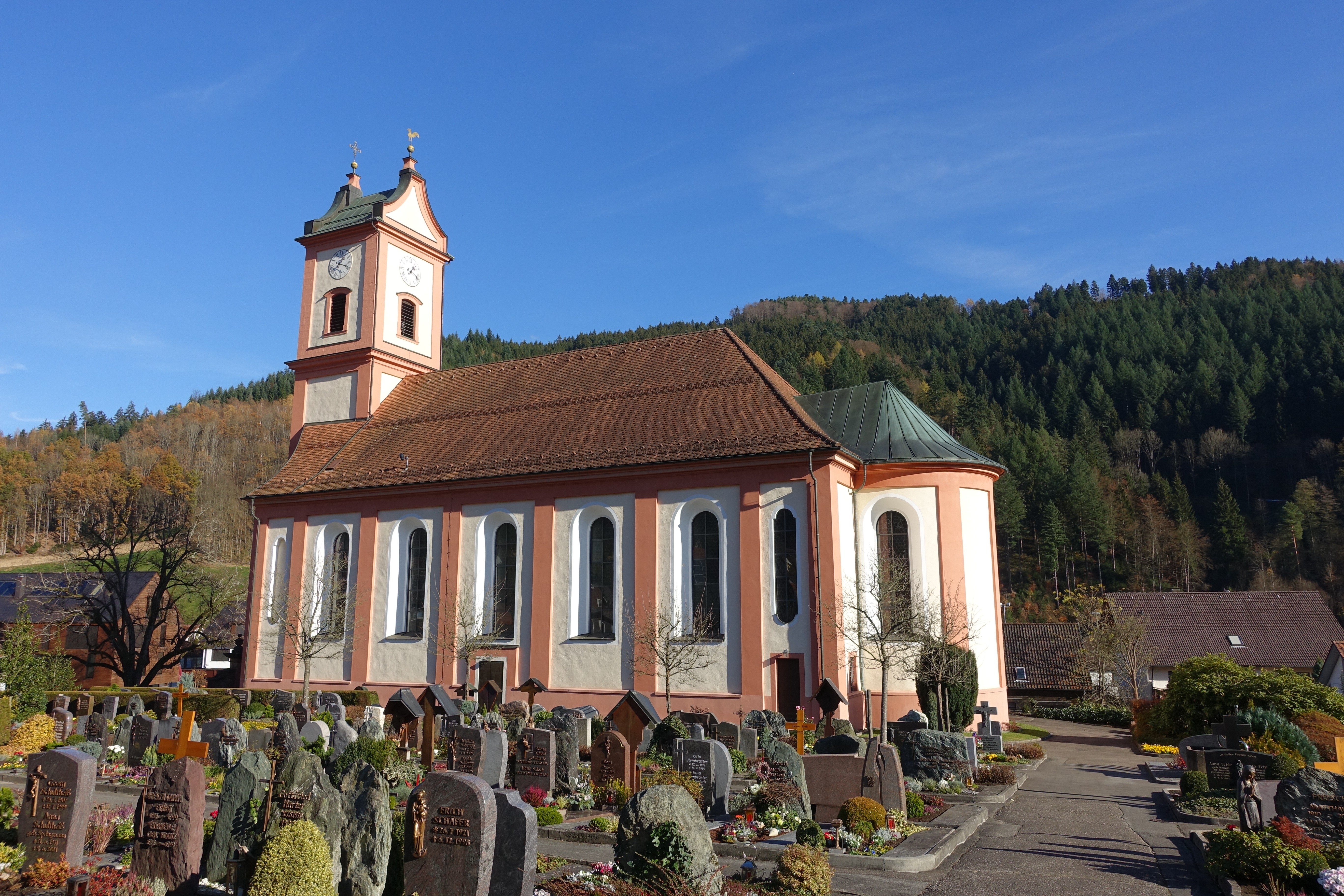
St. Bartholomäus von Südwest

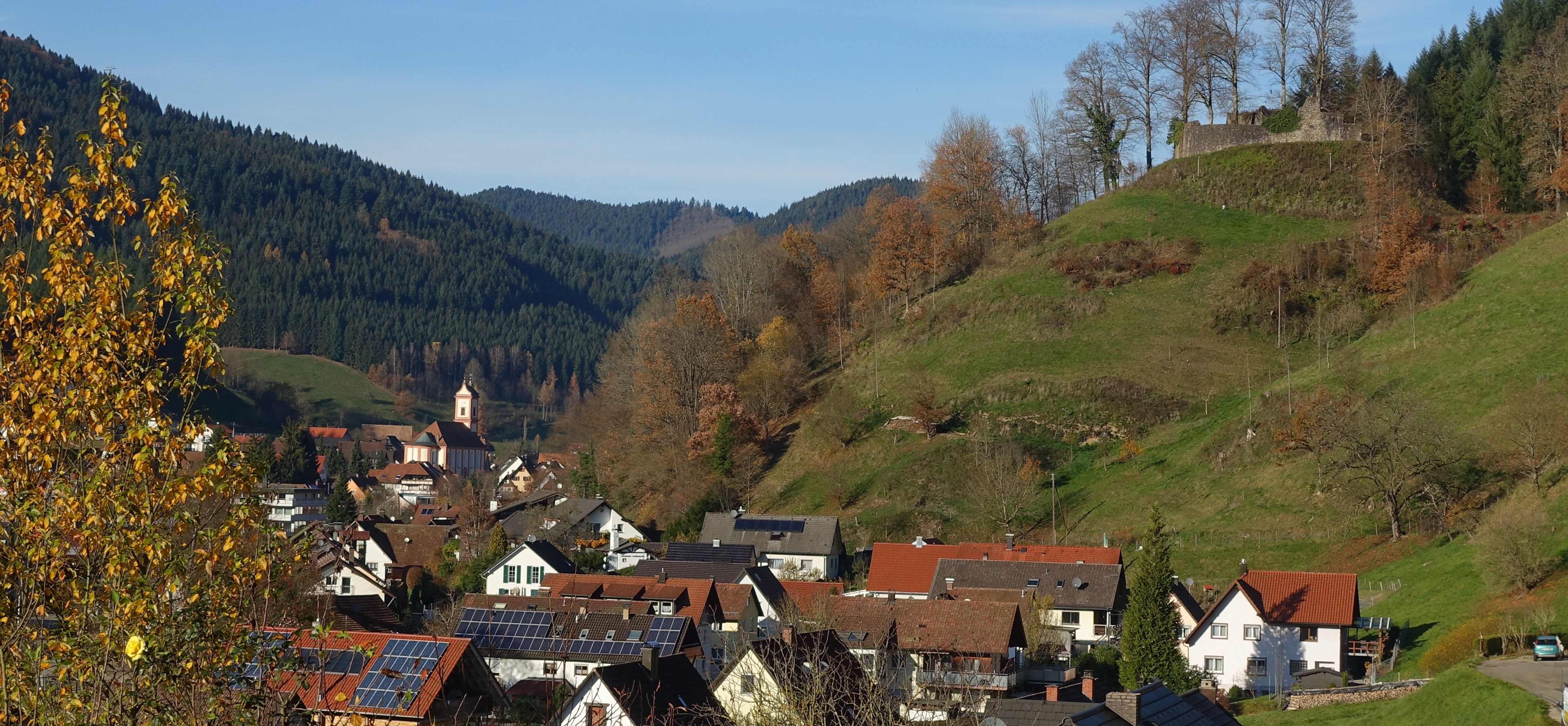
Oberwolfach mit Kirche und Ruine Wolfach

St. Bartholomäus ist die römisch-katholische Pfarrkirche von Oberwolfach, einer Gemeinde an dem Flüsschen Wolf im Ortenaukreis von Baden-Württemberg. Die Pfarrgemeinde bildet mit St. Laurentius in Wolfach und St. Roman im gleichnamigen Bergdorf die Seelsorgeeinheit An Wolf und Kinzig des Erzbistums Freiburg.
Über Geschichte und Gestalt der Kirche, ein Werk des Barock, hat u. a. der Lehrer und Kunsthistoriker Hermann Brommer geforscht. Nach ihm hat die materiell arme Gemeinde mit ihrer stets liebevoll gepflegten Kirche im Sinne des Barock „ein Stück Himmel auf Erden“ geschaffen.

## Geschichte
Oberwolfach gehörte im 13. Jahrhundert wie das südlich angrenzende, an der Mündung der Wolf in die  Kinzig gelegene Wolfach zum Bereich der Edelherren von Wolfach, deren Burg, heute Ruine, auf einem Bergkegel oberhalb des Ortsteils Kirche von Oberwolfach lag. Sie waren es vermutlich, die im späten 11. oder frühen 12. Jahrhundert die Pfarrei gründeten – zu einer Zeit, als das Patrozinium des Apostels Bartholomäus seine Blüte erlebte. Von Wolfach unterschieden wird Oberwolfach erstmals 1275, und zwar bei der Ersterwähnung seiner Kirche im Liber decimationis des Bistums Konstanz, wo außer von einem „rector eccelsie Wolfach inferioris“, „Pfarrherr der Kirche von Niederwolfach“, von einem „rector ecclesiae superioris Wolfach“, „Pfarrherr der Kirche von Oberwolfach“ die Rede ist. Ende des 13. Jahrhunderts fielen beide Orte im Erbgang an den Grafen Friedrich I. von Fürstenberg, und bei den Fürstenbergern sind sie geblieben, bis sie im Gefolge des Reichsdeputationshauptschlusses 1806 ans Großherzogtum Baden gelangten. Die Reformation blieb in Wolfach und Oberwolfach eine von 1543 bis 1548 dauernde Episode. 1821 kamen die Nachbarpfarreien zum Erzbistum Freiburg. 1955 wurde als Filiale von St. Bartholomäus im weiter nördlich und damit in Ortsmitte gelegenen Oberwolfacher Ortsteil Walke die Kirche St. Marien gebaut. Nebenpatronin ist dort die selige Luitgard von Wittichen, die mehrere Jahre in Oberwolfach wirkte, bevor sie 1324 das Kloster Wittichen gründete.

## Baugeschichte

Pläne Salzmanns
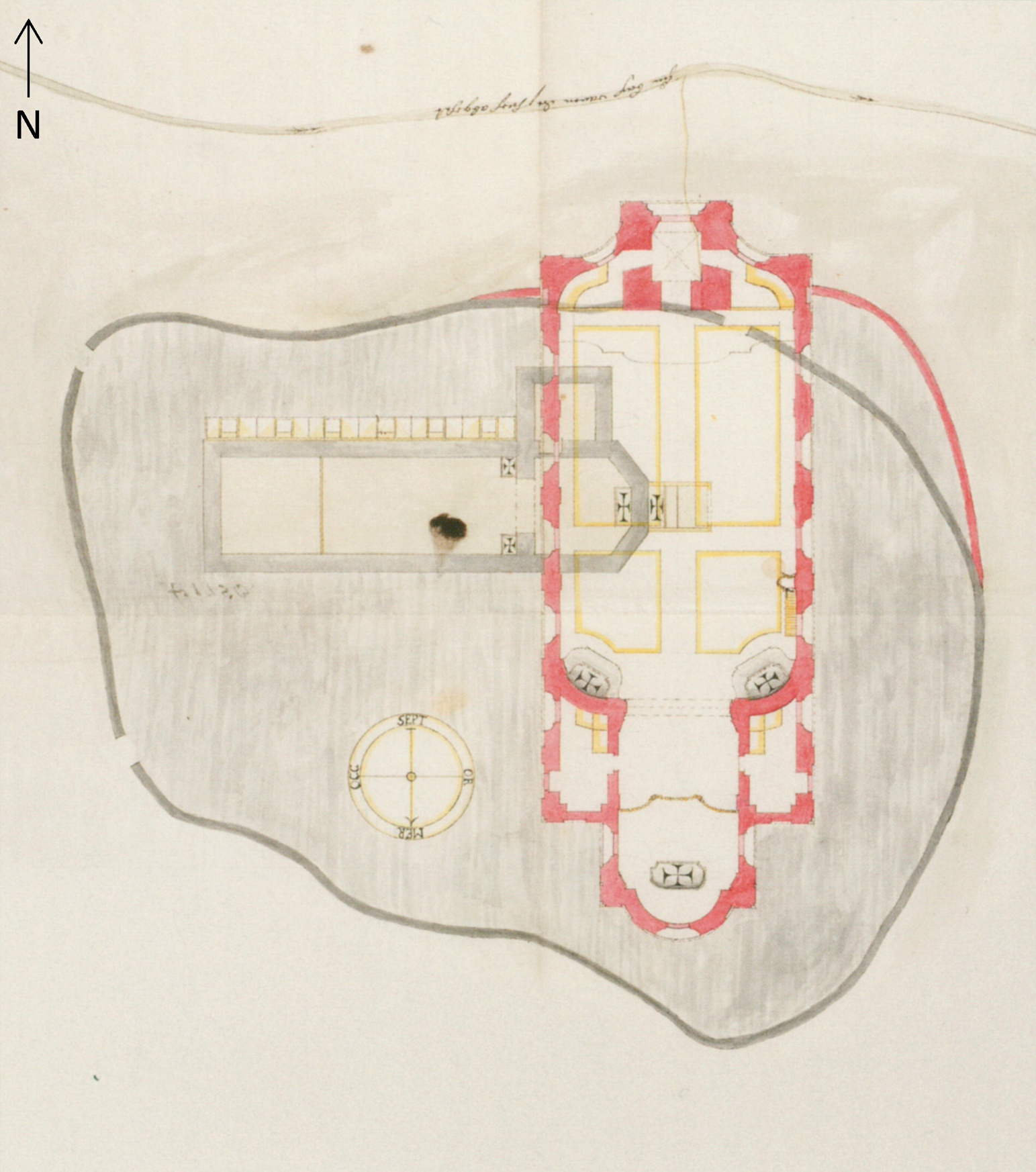
Grundriss der alten Kirche und Neubau-Idee
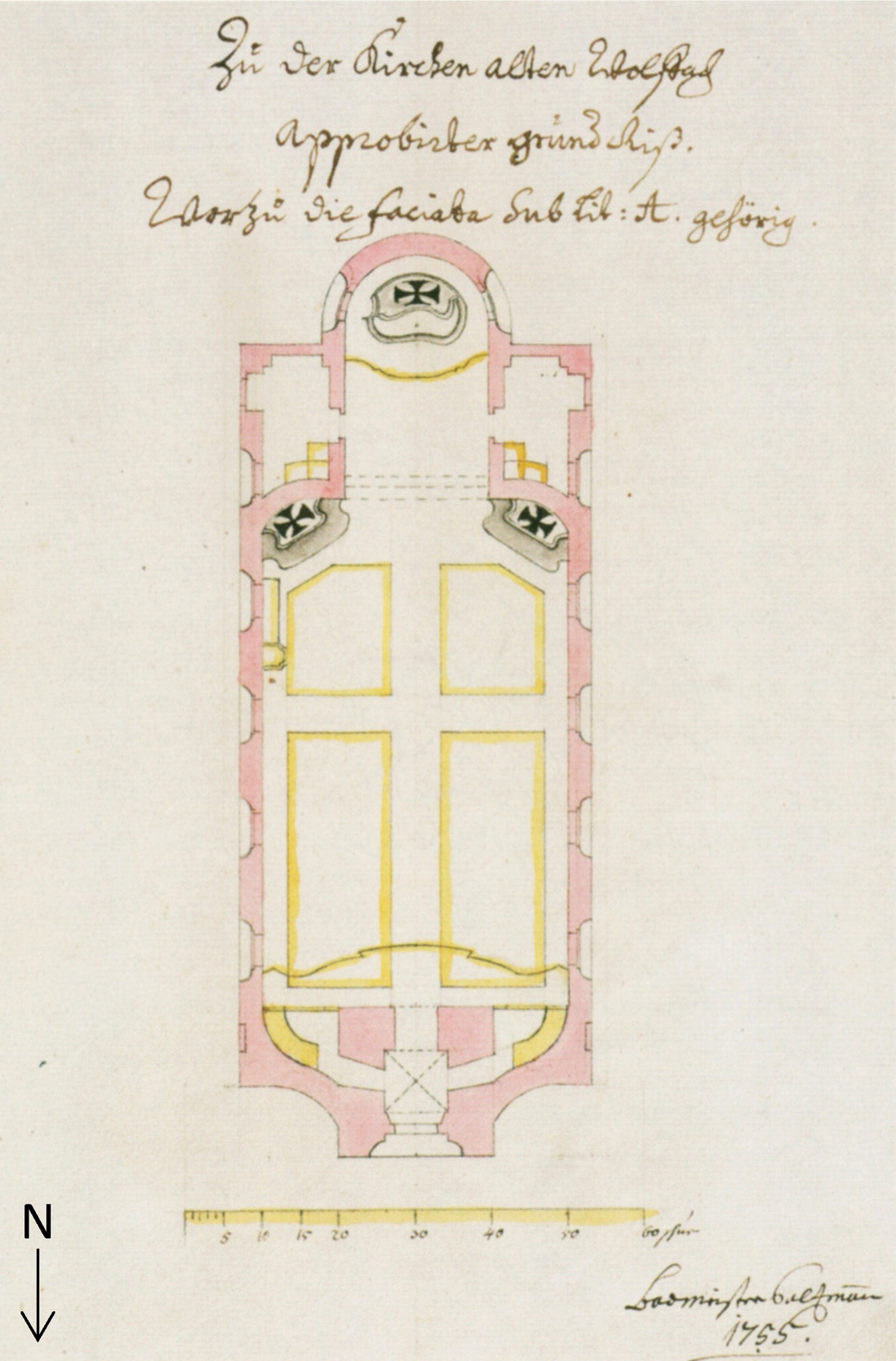
Grundriss des Neubaus
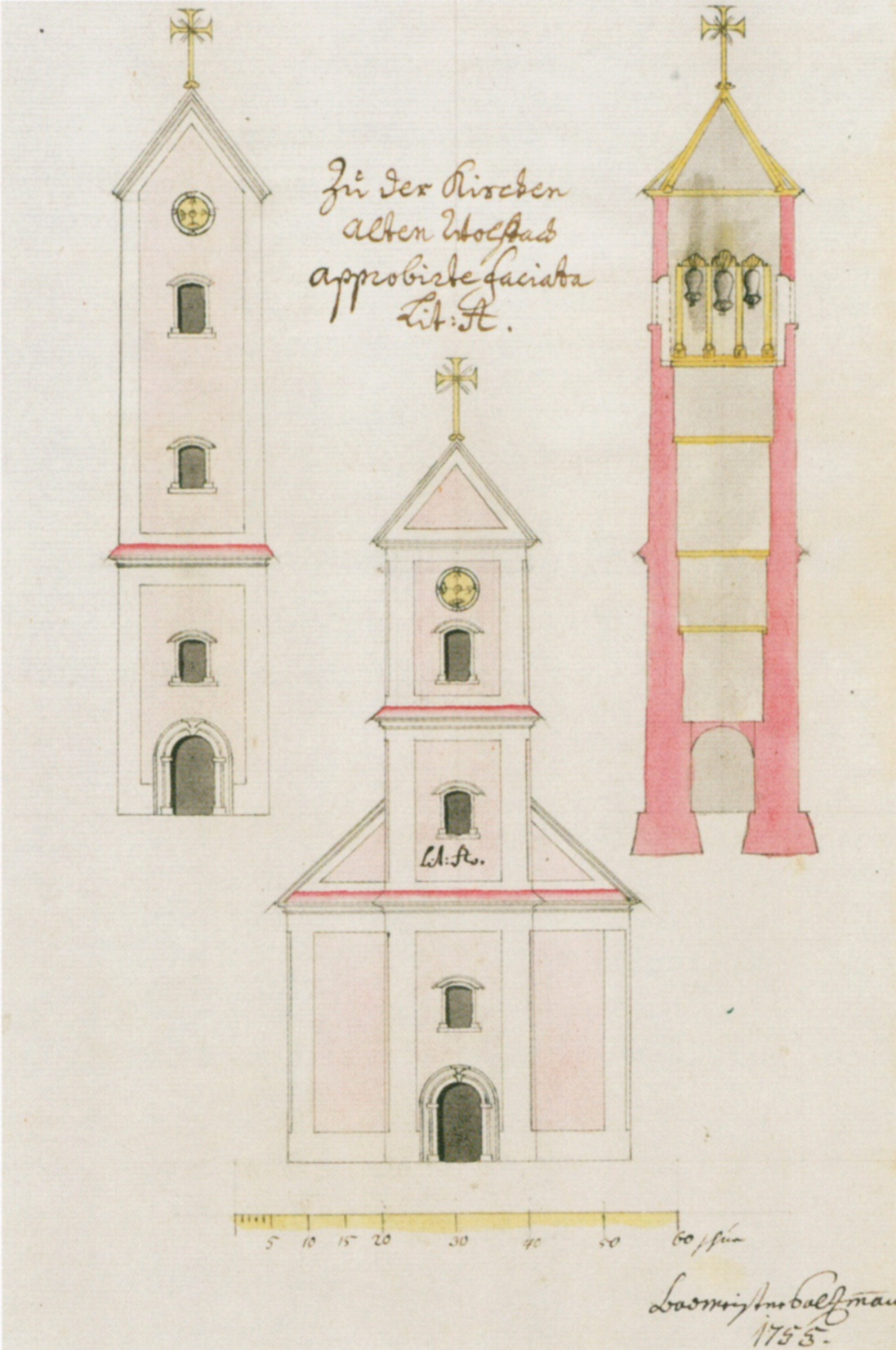
Entwürfe zu Turm und Fassade

Von der mittelalterlichen Kirche ist nur der Grundriss bekannt, den der fürstenbergische Baumeister Franz Joseph Salzmann anlässlich des Neubaus des 18. Jahrhunderts festhielt. Danach war sie geostet und besaß einen polygonal geschlossenen Chor. Im August 1753 schrieb Pfarrer Joan Antony Baur aus Donaueschingen (Pfarrer in Oberwolfach von 1746 bis 1753) an Joseph Wilhelm Ernst von Fürstenberg und dessen Verwaltung, „das uralte Kirchlein“ sei viel zu klein, innen und außen in schlechtem Zustand, der Dachstuhl ruinös, der Helm des Turmes sturzgefährdet. Der fürstenbergische Amtmann bestätigte und Baurs Nachfolger Georg Wilhelm Ackermann aus Villingen (Pfarrer in Oberwolfach von 1753 bis 1771). wiederholte die Klage.
Salzmann schlug vor, die neue Kirche am Standort der alten zu errichten, aber ihr gegenüber um 90° gedreht, mit dem Chor im Süden, und damit hangparallel statt wie bisher senkrecht zum Hang. Der Gegenvorschlag einer Verlegung in die Walke wurde von der fürstlichen Verwaltung abgelehnt. Ab 1755 entstand der Neubau nach Salzmanns Plänen und wurde am 30. Juli 1762 vom Konstanzer Weihbischof Graf Franz Carl Josef Fugger geweiht. Die heutigen Altäre kamen erst später in die Kirche.
1873 bis 1875, 1991 und um 2012 wurde St. Bartholomäus gründlich renoviert.

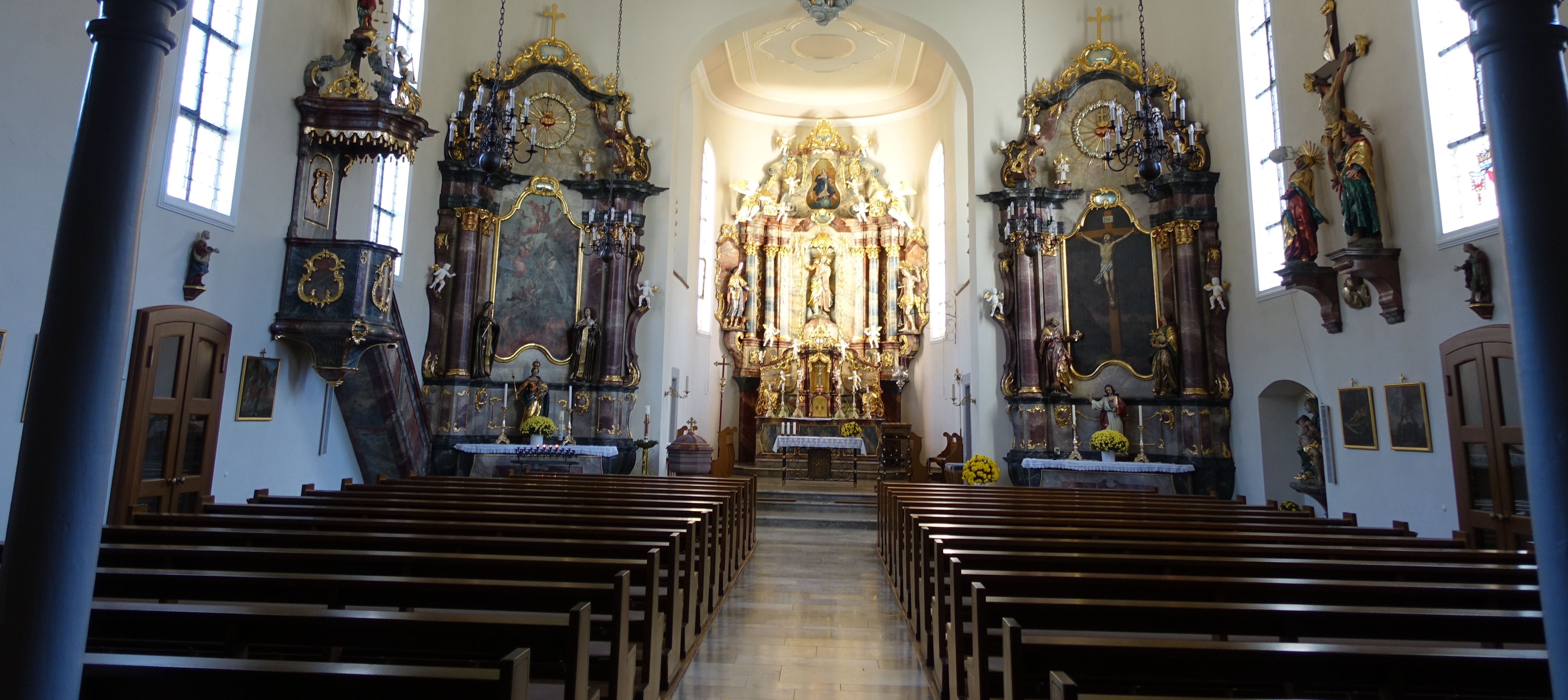
Inneres nach Süden

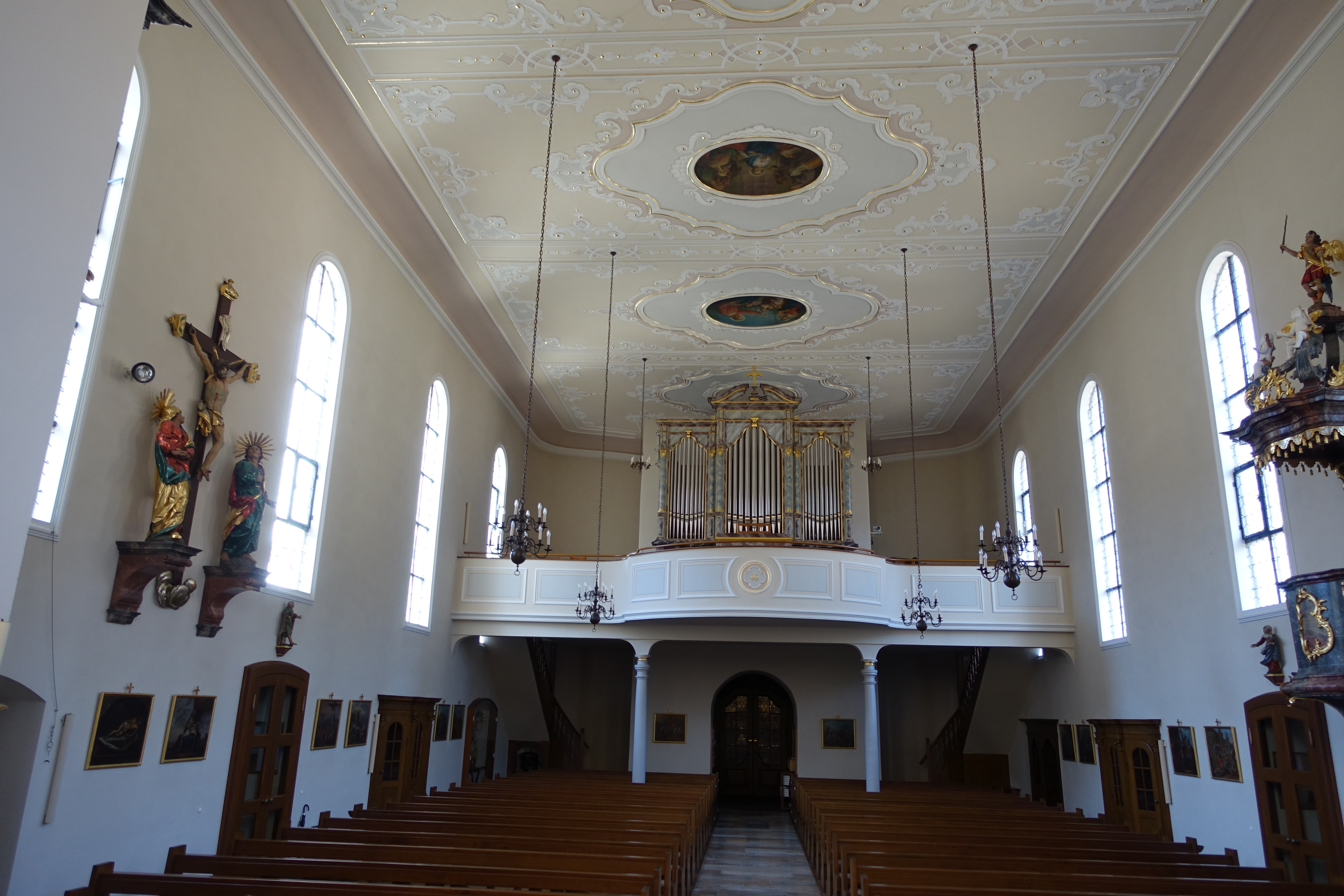
Inneres nach Norden

## Gebäude
Eine lange Treppe führt vom Kirchplatz zur nördlichen Fassade. Dort steigt in drei Stockwerken der Turm auf, nach Vorschlag von Pfarrer Ackermann mit geschwungenen Ziergiebeln statt Salzmanns einfachen Dreiecksgiebeln. „Der neue Kirchturm entwickelt so mit einfachen Mitteln seinen feierlich geprägten, zum Himmel weisenden Charakter.“ Seitlich schwingt die Nordfassade bogenförmig zurück zum Schiff, einem einfachen, außen durch Lisenen gegliederten Saal mit fünf Achsen rundbogiger Fenster. Er besitzt eine flache, sparsam mit Rokokoornamenten stuckierte Decke über einer Hohlkehle. Die Seitenwände schwingen im Inneren wiederum bogenförmig zum Chorbogen. Der Chor schließt rund und wird seitlich von Sakristeien begleitet.

## Ausstattung
Die drei Deckengemälde im Schiff schuf der Freiburger Dominik Weber (1819–1887) 1875 bei der ersten vollständigen Restaurierung: die Heilige Familie, Der zwölfjährige Jesus im Tempel (Lk 2,41ff ) und die Kindersegnung Jesu (Mt 19,13–15 ).

Hochaltar
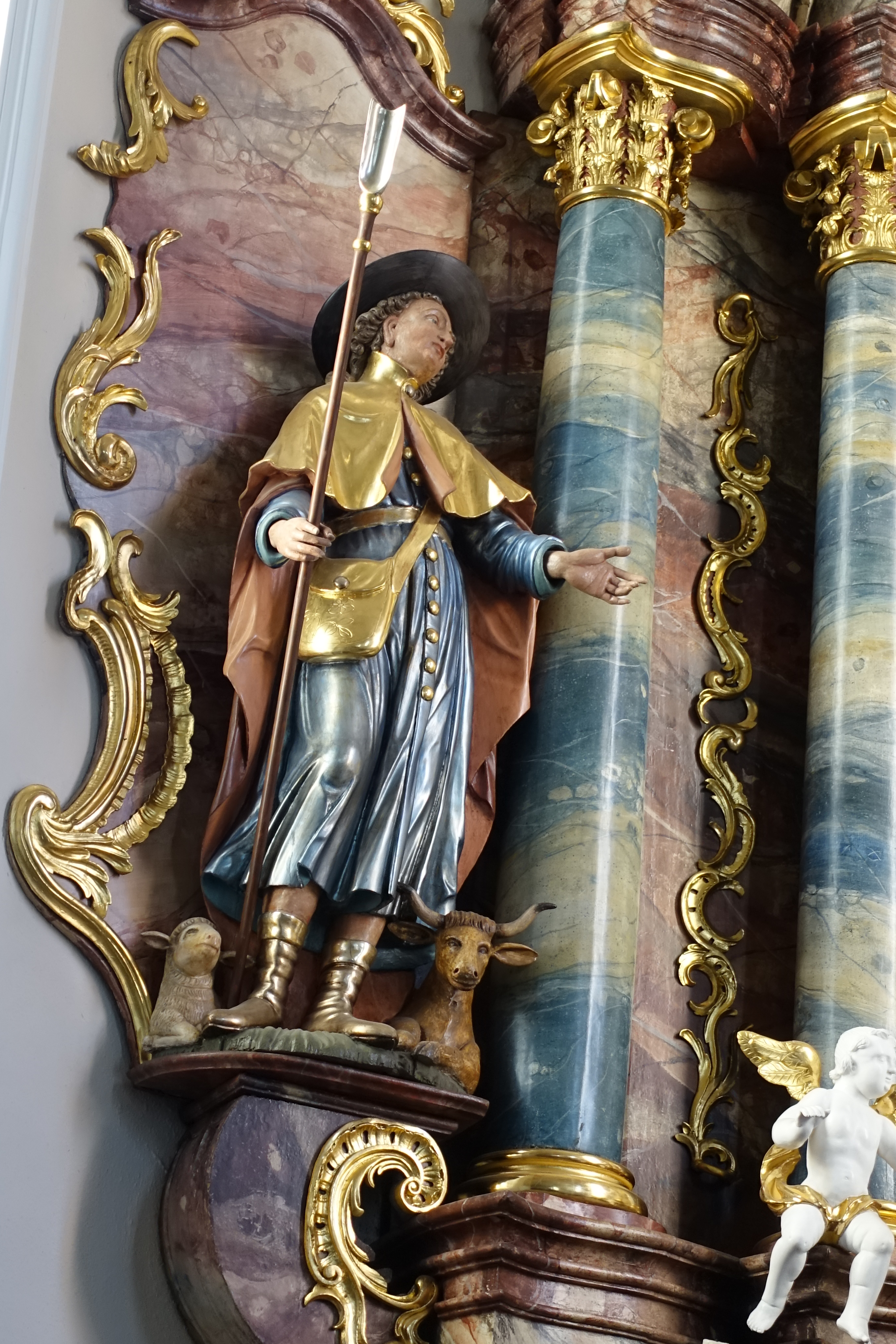
Wendelin
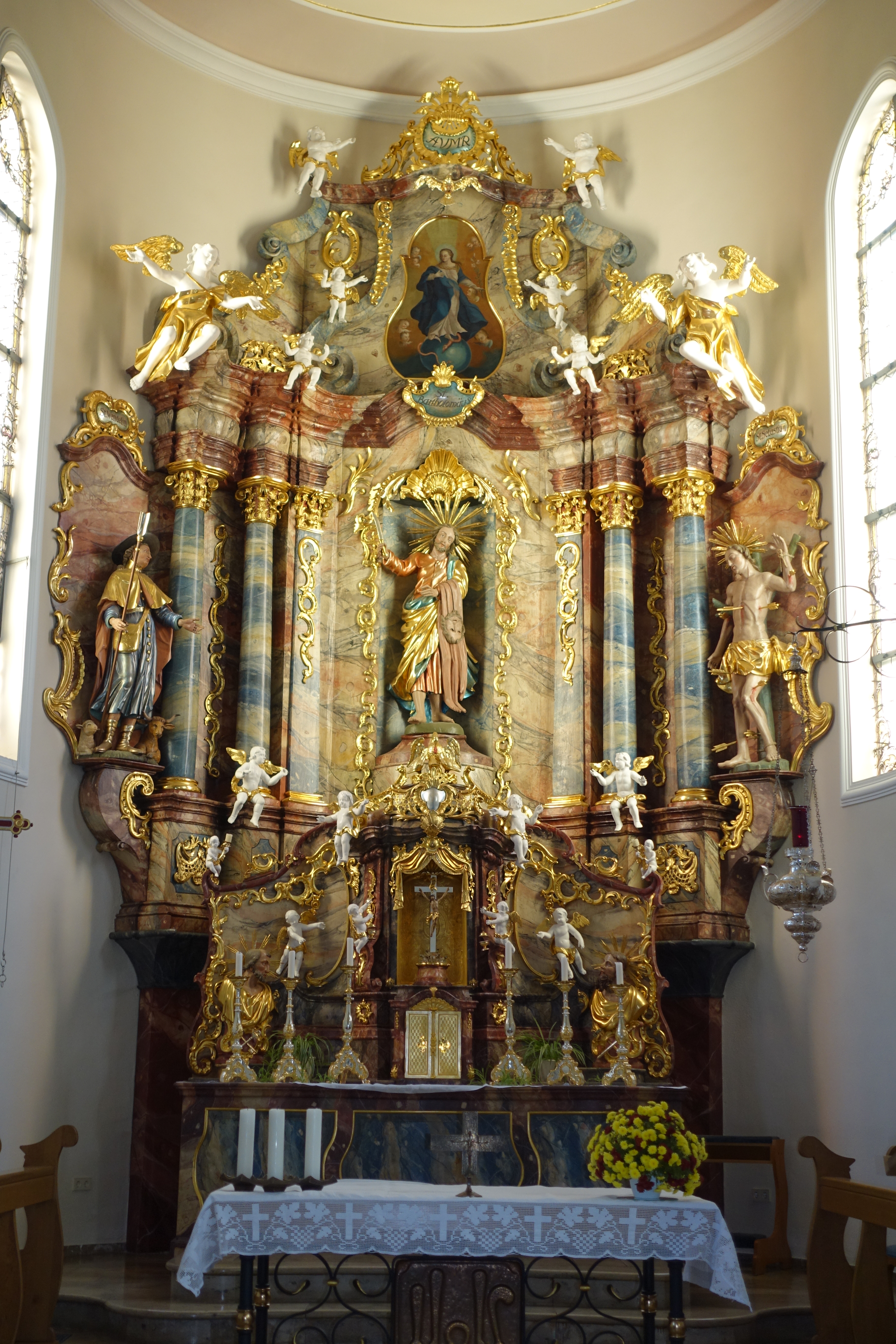
Gesamtansicht
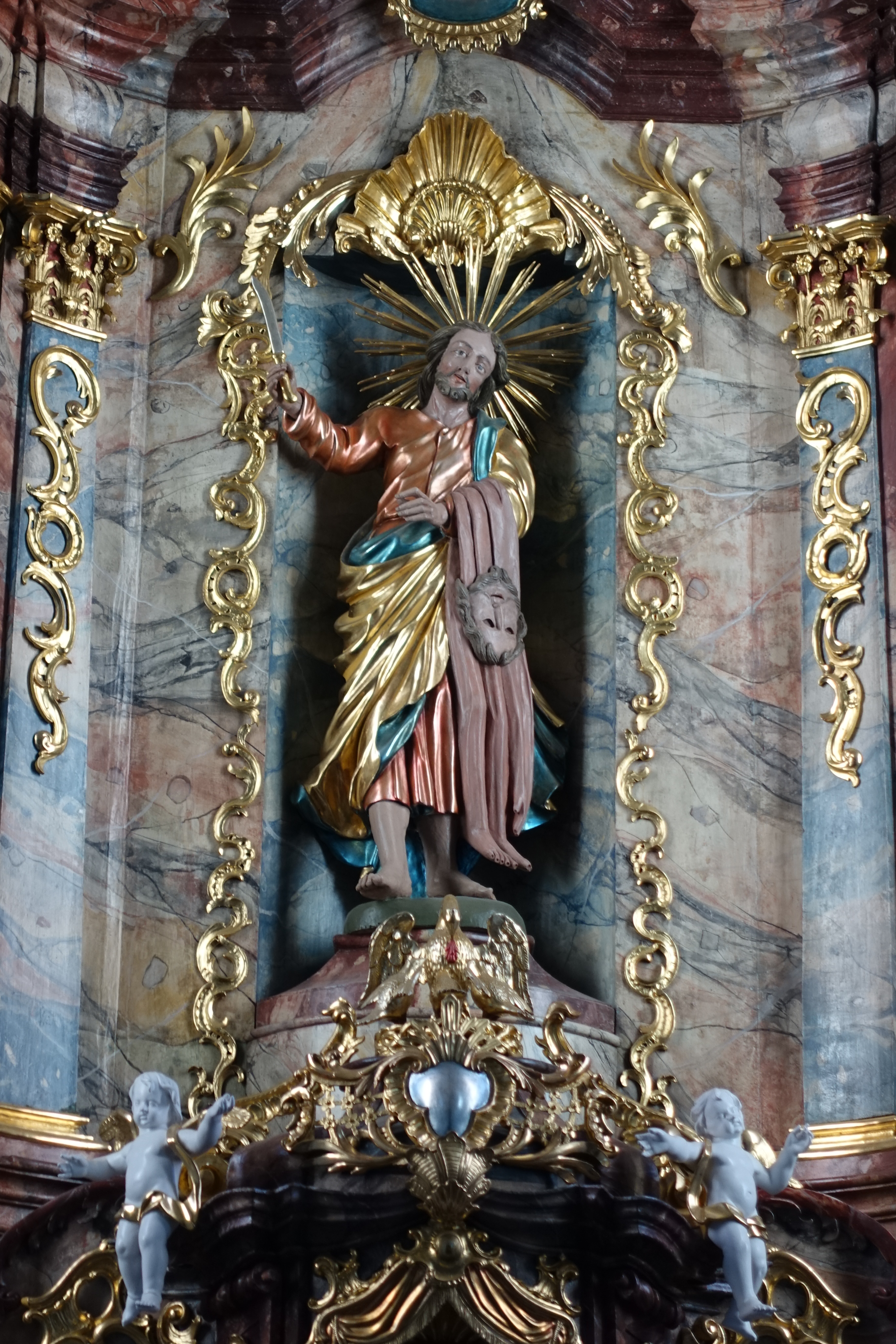
Bartholomäus
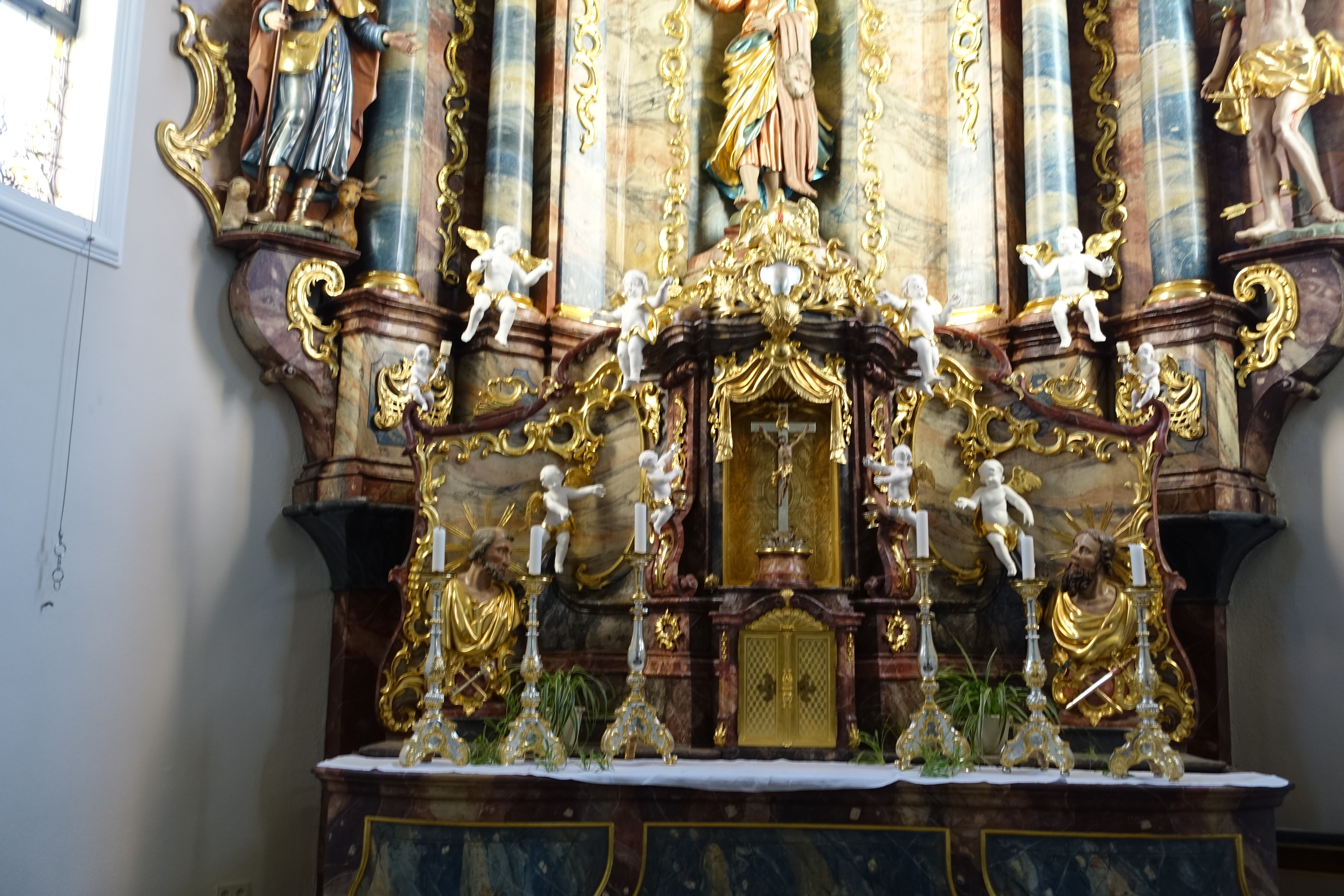
Engelreigen um den Tabernakel
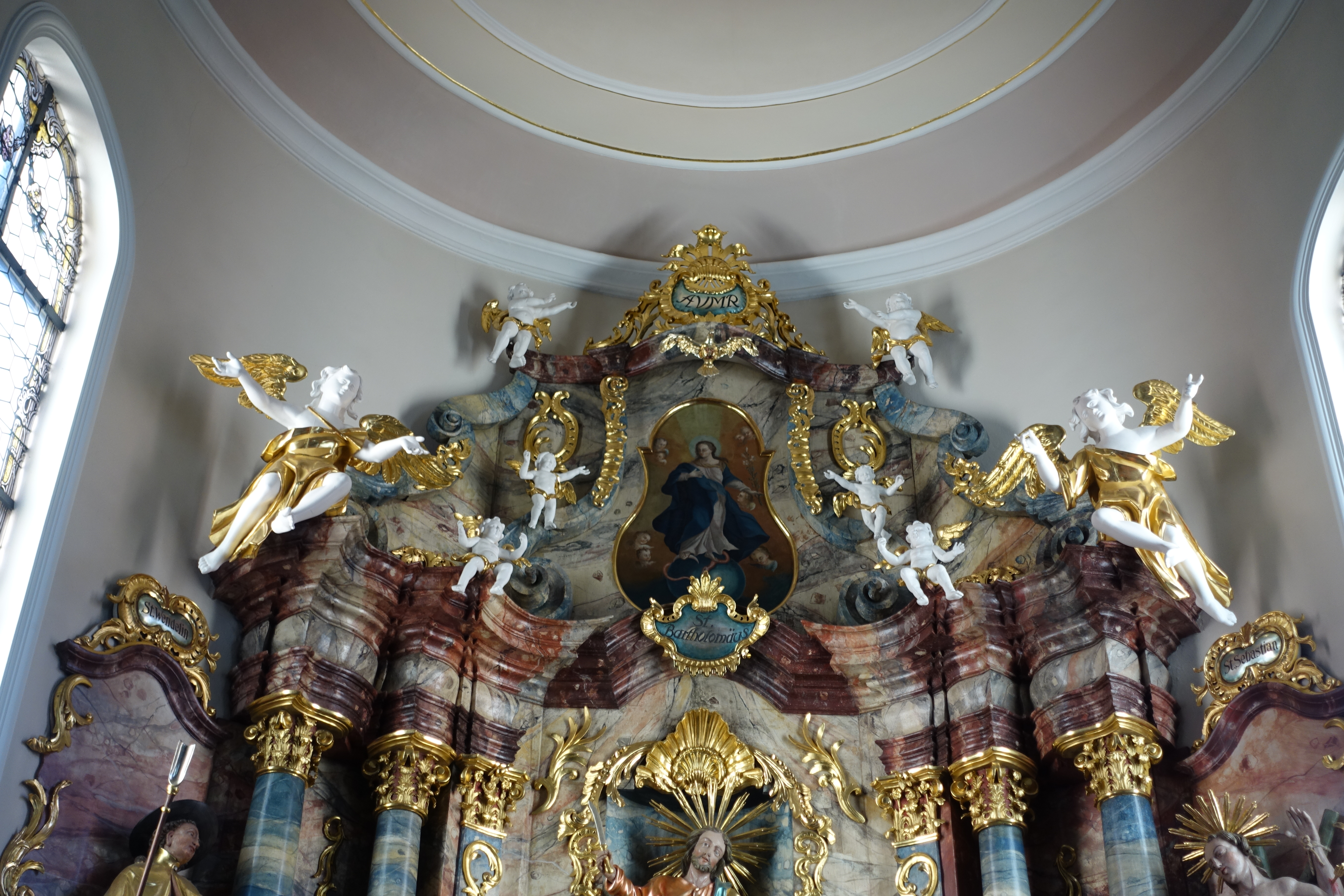
Engelreigen um die Immaculata
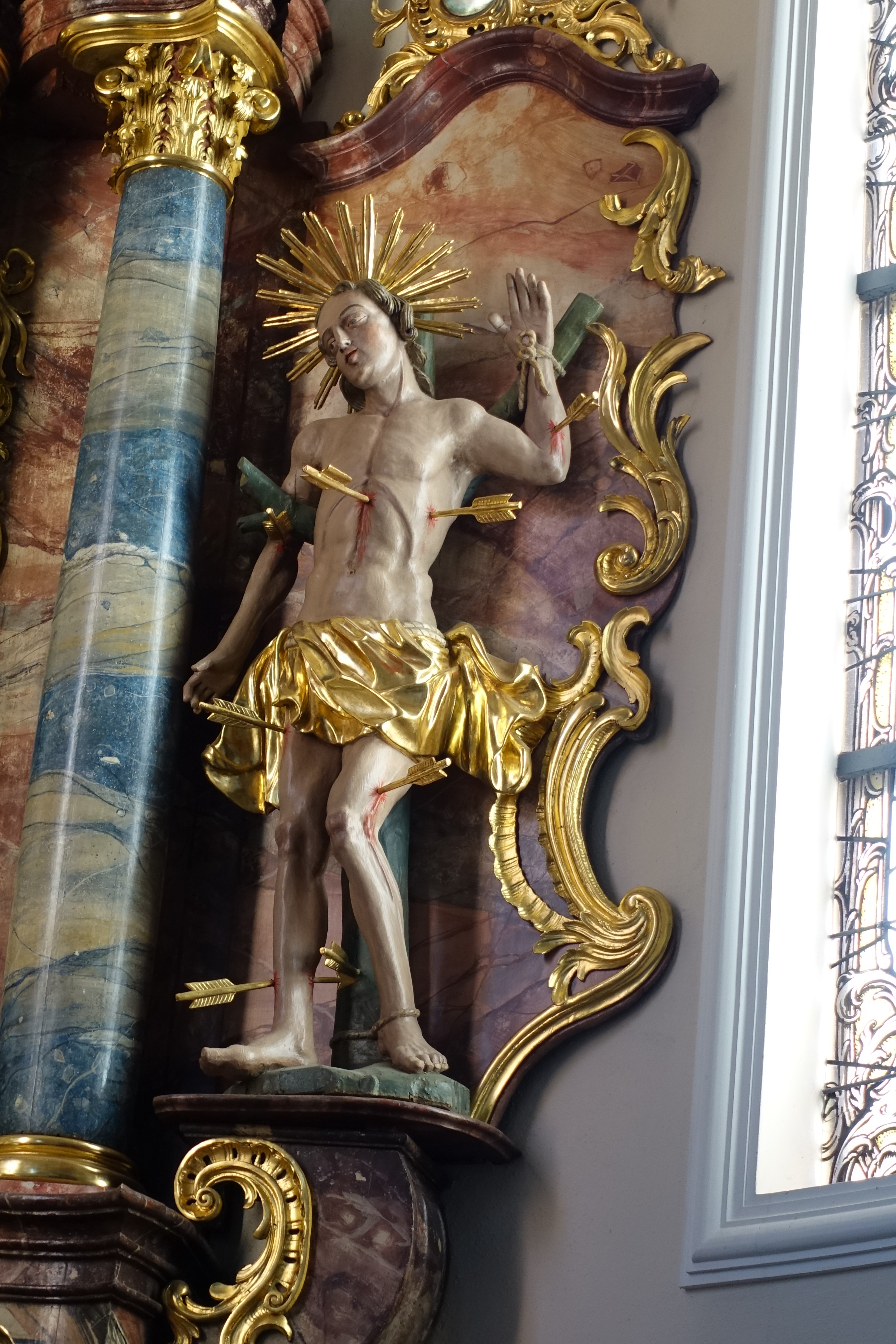
Sebastian

Bei keinem der drei Altäre sind die Tischler und Bildhauer bekannt. Der prächtige Hochaltar wurde 1774 unter Pfarrer Michael Baumann aus Unadingen (Nachfolger Ackermanns und Pfarrer in Oberwolfach von 1771 bis 1790) aus St. Laurentius in Wolfach erworben.
Um den Tabernakel, den Büsten der Apostel Petrus mit seinen Schlüsseln und Paulus mit seinem Schwert begleiten, und um die Aussetzungsnische mit einem Pelikan darüber, Symbol des sich opfernden Jesus, schwingt sich ein Reigen aus zehn Engelchen. Im Hauptgeschoss steht zwischen zwei blauweiß marmorierten Säulen und einem Pilaster jederseits Bartholomäus, der gemäß seinem Martyrium – er wurde geschunden – seine abgezogene Haut über dem Arm trägt. Seitlich stehen die Heiligen Wendelin und Sebastian. Im Obergeschoss ist Maria als Immaculata, unbefleckt Empfangene, gemalt, wieder in einem Reigen aus Engeln, zwei großen und sechs kleinen. „Barockengel als gute Geister wollen den Betrachtern aufzeigen, dass sie ganz nahe bei Gott sind. Mit den polierten Weißfassungen erscheinen alle Engel wie dem wirklichen Raum entrückt. Und in ihren vergoldeten Tüchern und Flügeln blitzen die Strahlen der göttlichen Sonne auf.“

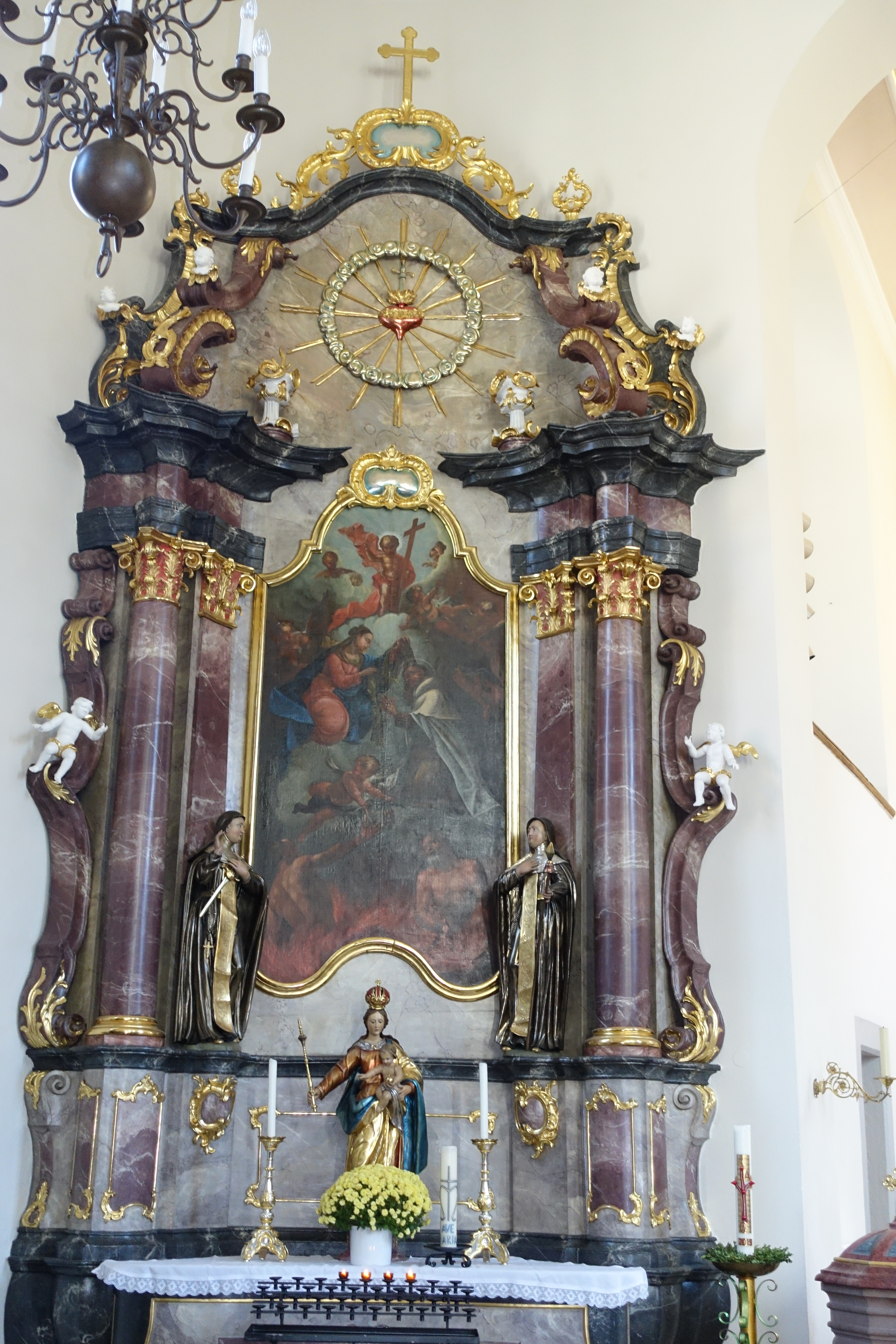
Linker Seitenaltar
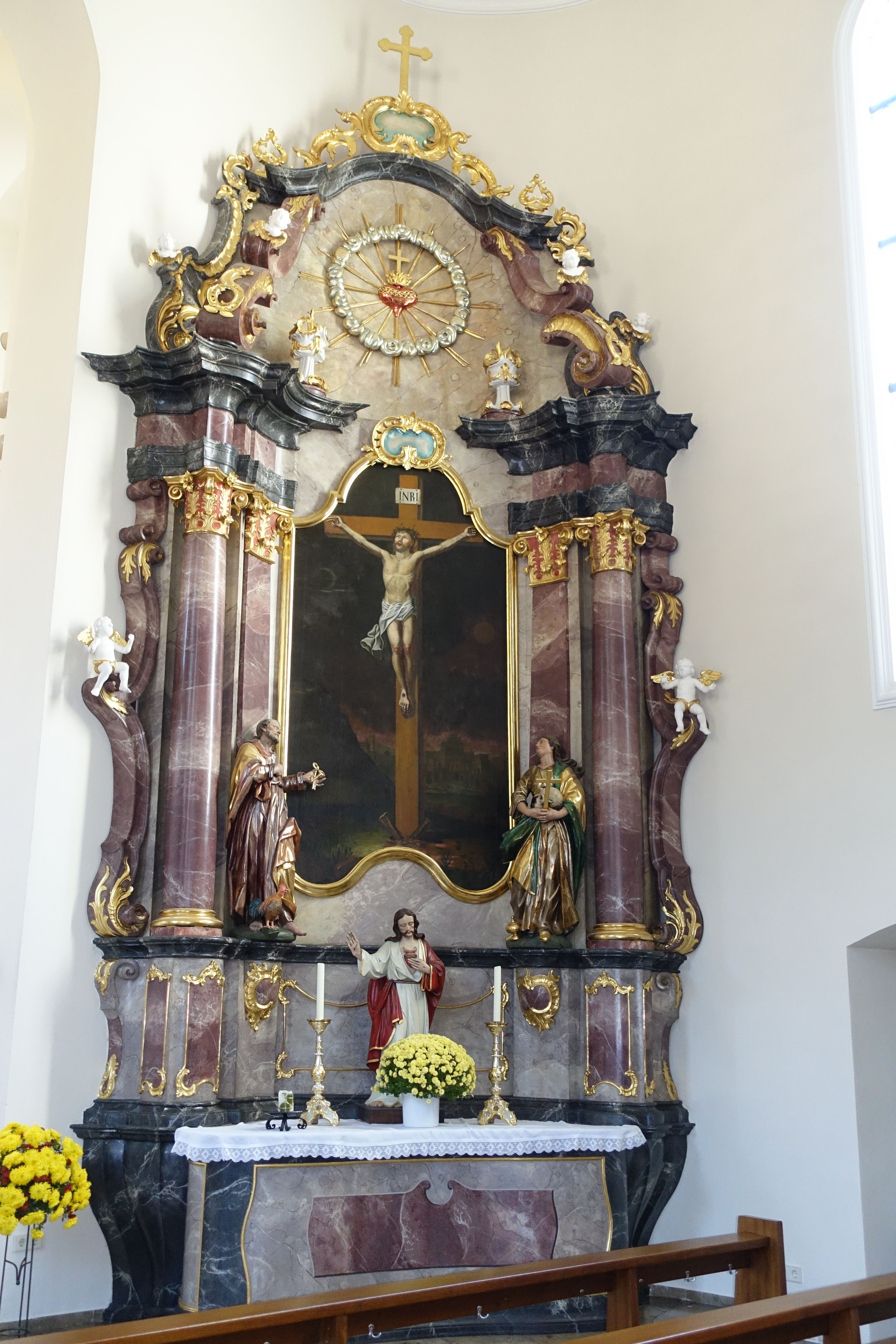
Rechter Seitenaltar
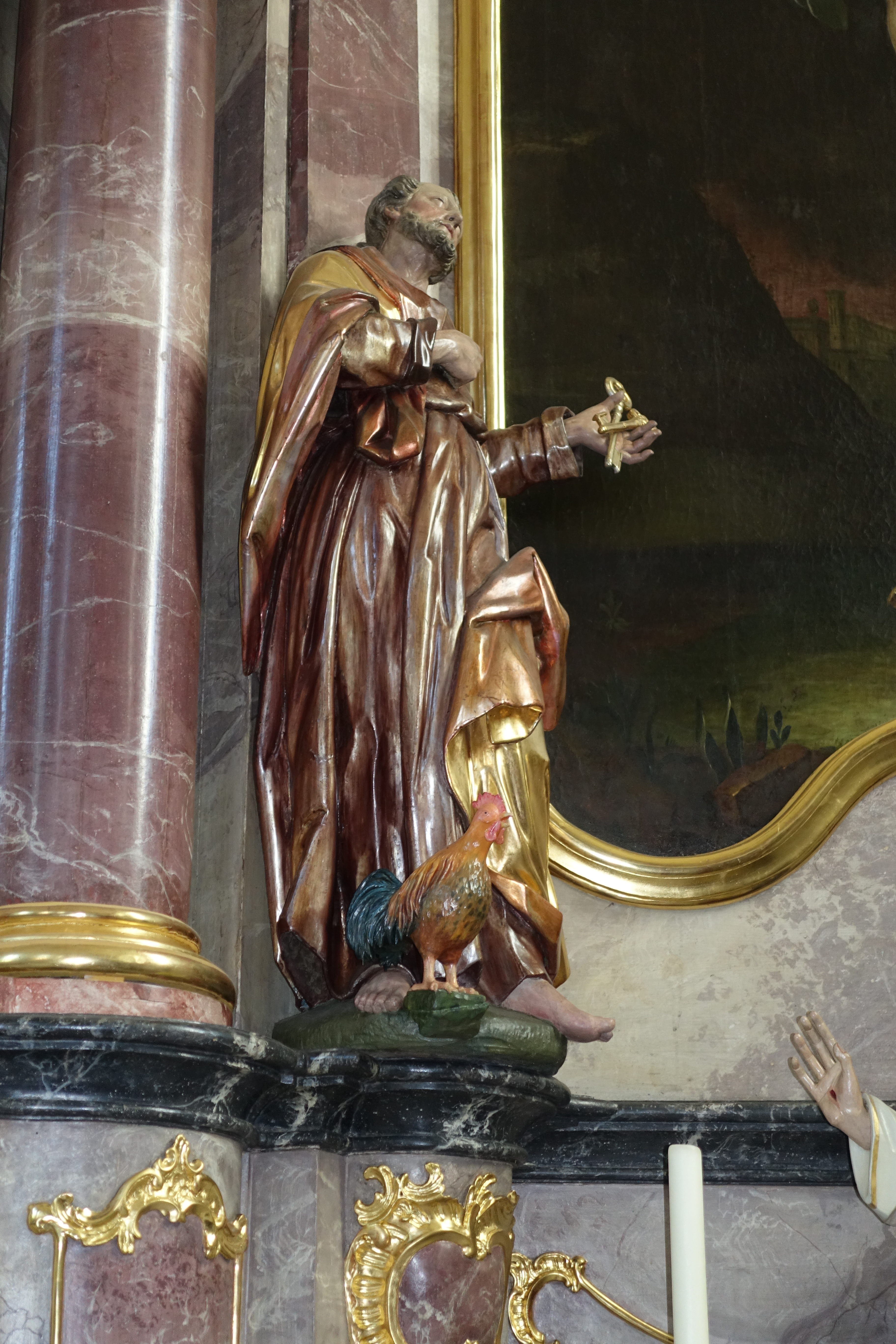
Petrus vom rechten Seitenaltar
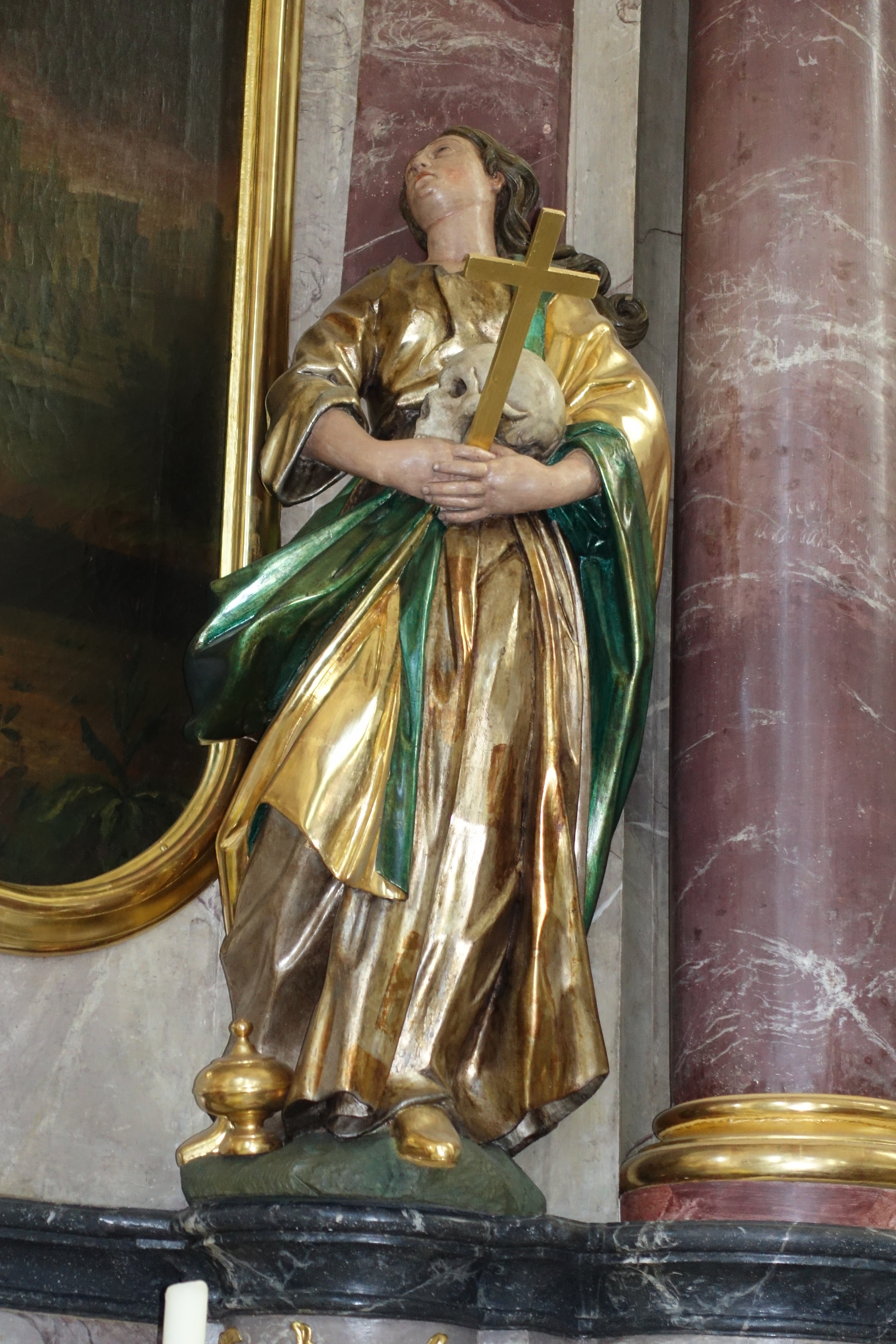
Maria Magdalena vom rechten Seitenaltar

Die Nebenaltäre stehen symmetrisch und gleich gestaltet beiderseits des Chorbogens. Der linke wurde von der 1706 gegründeten Oberwolfacher Skapulierbruderschaft gestiftet. Das signierte Bild des Rottenburger Malers Johann Herrmann (1749–1807) zeigt die legendäre Überreichung des Skapuliers an den Heiligen des Karmelitenordens Simon Stock. Darunter ist die Erlösung der Seelen aus dem Fegefeuer dargestellt.
Das Bild des rechten Seitenaltars zeigt Jesus am Kreuz, karg, ohne Zusätze, nach der Signatur „1818. Moser px.“ von dem Wolfacher Franz Joseph Moser (1783–1865) gemalt. Links und rechts stehen Statuen bereuender Sünder, nämlich des Petrus mit Schlüsseln und dem Hahn, der ihn an die Verleugnung Jesu erinnerte (Mk 14,66–72 ), und der Maria Magdalena, die man mit der Frau gleichsetzte, die Jesus die Füße wusch (Lk 7,36-50 ).
Den neuen freistehenden, gemäß dem Zweiten Vatikanischen Konzil die Messfeier versus populum erlaubenden schmiedeeisernen Volksaltar schuf der Bildhauer Alfred Erhart 1973 bis 1974.
Aus der Zeit der Erbauung oder kurz danach stammen die Kreuzigungsgruppe an der rechten Schiffswand sowie an der linken Schiffswand die Kanzel mit Rocailleornamenten am Korb und dem Erzengel Michael sowie zwei kleinen Engeln auf dem Schalldeckel.
Nachdem eine erste Orgel unbrauchbar geworden war, wurde 1877 bis 1879 eine zweite, aus der Werkstatt von Mathias Burkhard (1838–1922) in Heidelberg, beschafft. Diese wurde 1943 bis 1944 von der Firma M. Welte & Söhne in Freiburg im Breisgau und zuletzt 1990 von der Firma Waldkircher Orgelbau Jäger & Brommer restauriert – „die einzige größere Burkard-Orgel Südbadens“.

## Sonstiges
Seit der Dekanatsreform am 1. Januar 2008 gehört die St.-Bartholomäus-Kirche zum Dekanat Offenburg-Kinzigtal und gehört zudem zur Seelsorgeeinheit An Wolf und Kinzig.